# Corneliu Vadim Tudor
Corneliu Vadim Tudor (Boekarest, 28 november 1949 – aldaar, 14 september 2015) was een Roemeens politicus van nationalistische signatuur. Hij was voorzitter van de Groot-Roemeniëpartij (Partidul România Mare) en zetelde sinds 2009 als niet-ingeschreven lid van het Europees Parlement. Daarnaast was hij actief als dichter, schrijver en journalist.
In het Europees Parlement was Vadim Tudor lid van de Commissie cultuur en onderwijs en plaatsvervangend lid van de Commissie buitenlandse zaken. Hij zetelde ook in de Delegatie voor de betrekkingen met Zwitserland en Noorwegen, in de Gemengde Parlementaire Commissie EU-IJsland en in de Gemengde Parlementaire Commissie van de Europese Economische Ruimte (EER) en was plaatsvervangend lid van de Delegatie in de Gemengde Parlementaire Commissie EU-Turkije.

## Biografie
Corneliu Tudor werd geboren in Boekarest als zoon van een kleermaker en groeide op in de arbeiderswijk Rahova. Als bewonderaar van de Franse regisseur Roger Vadim nam hij het pseudoniem Vadim aan, een familienaam waarmee hij de rest van zijn leven tekende.

### Studies
In 1971 behaalde hij een licentie in de sociologie aan de Universiteit van Boekarest en in 1975 ging hij studeren aan de School voor Reserveofficieren in Boekarest. Van 1978 tot 1979 kreeg hij een beurs om geschiedenis te studeren aan de Universiteit van Wenen. Hij had deze beurs gekregen dankzij zijn vriendschap met de dichter Eugen Barbu, die destijds met de Herder-prijs onderscheiden was. Jaren later, in 2003, behaalde hij een doctoraat in de geschiedenis aan de Universiteit van Craiova.

### Carrière als schrijver
Onder het communistische bewind maakte Vadim Tudor carrière als schrijver van journalistieke artikelen, gedichten en toneelstukken. Hij was onder meer werkzaam als redacteur bij de overheidskrant România Liberă en bij het weekblad Săptămîna, dat destijds beschouwd werd als een afdeling van de Securitate, de Roemeense veiligheidsdiensten. Na 1975 werkte hij ook als redacteur bij het officiële persagentschap Agerpress.
In juni 1990 richtten Tudor en Eugen Barbu het nationalistische weekblad România Mare ("Groot-Roemenië") op, een tijdschrift dat oorspronkelijk het regeringsbeleid steunde. Later werd de naam van het tijdschrift veranderd in Tricolorul ("De Driekleur").

### Carrière als politicus
In 1991 stichtten zij de Partij voor Groot-Roemenië (PRM), een nationaal-communistische partij. De standpunten van Tudor en zijn medepartijleden worden door hun critici beschreven als ultranationalistisch, anti-Hongaars, anti-zigeuners, antisemitisch en homofoob. Zowel de partijkrant Tricolorul als Tudor zelf, die vaak het pseudoniem Alcibiade hanteerde, zijn meermaals veroordeeld wegens smaad.

#### Verkiezingsresultaten
Tussen 1993 en 1996 maakte Tudors partij deel uit van de linkse, ex-communistische regeringscoalitie (de "Rode Vierhoek", Patrulaterul roșu). Sindsdien was Tudor opgeschoven naar eerder rechtse, soms ook christendemocratische posities. Toch was de PRM nooit toegelaten tot de Europese Volkspartij.
In de eerste ronde van de Roemeense presidentsverkiezingen op 16 november 2000 behaalde Tudor de tweede plaats, met 28% van de stemmen. Daardoor kon hij doorgaan naar de tweede ronde op 11 december 2000. Uit protest tegen Tudors extremistische posities gaf daarop zowat de hele politieke klasse haar steun aan Ion Iliescu. Vadim Tudor haalde in de tweede ronde slechts 5% meer, terwijl Iliescu van 36% naar 67% ging. Vanwege de gelijkenissen met de Franse presidentsverkiezingen van 2002 wordt Tudor soms de "Jean-Marie Le Pen van de Karpaten" genoemd.
- Biblioteca Nacional de España: XX1144438
- Bibliothèque nationale de France: cb12704313s (data)
- Gemeinsame Normdatei: 124713483
- International Standard Name Identifier: 0000 0001 0904 2790
- Library of Congress Control Number: n78010410
- Nationale Bibliotheek van Israël: 987007269005105171
- Nederlandse Thesaurus van Auteursnamen: 069690995
- Système universitaire de documentation: 176221484
- Virtual International Authority File: 56733464
- WorldCat: E39PBJr3xf8c4YMQqgrVPVjKVC